# 2.º Exército (Alemanha)
O 2º Exército (em alemão 2. Armee) foi formado em 26 de agosto de 1939 a partir do Heeresgruppenkommando 1. Foi redesignado Heeresgruppe Nord, em 2 de Setembro de 1939.
O 2º Exército foi reformado em 20 de Outubro de 1939. O pessoal também era conhecido como Armeegruppe Weichs sendo comandando pelo 2º Exército húngaro e o 4º Exército Panzer entre junho e julho de 1942. Foi redesignado Exército Ostpreußen em 7 de Abril de 1945.

## Comandantes
| Comandante                                                | Data                                           |
| --------------------------------------------------------- | ---------------------------------------------- |
| Generalfeldmarschall Maximilian Reichsfreiherr von Weichs | 20 de Outubro de 1939 - 26 de Novembro de 1941 |
| Generaloberst Rudolf Schmidt                              | 26 de novembro de 1941 - 15 de janeiro de 1942 |
| Generalfeldmarschall Maximilian Reichsfreiherr von Weichs | 15 de janeiro de 1942 - 15 de julho de 1942    |
| Generaloberst Hans von Salmuth                            | 15 de Julho de 1942 - 3 de fevereiro de 1943   |
| Generaloberst Walter Weiss                                | 3 de fevereiro de 1943 - 12 de março de 1945   |
| General der Panzertruppen Dietrich von Saucken            | 12 de março de 1945 - 7 de abril de 1945       |

## Chiefe de Staff
- Generalleutnant Hans-Gustav Felber (20 Outubro 1939 - 15 Fevereiro 1940)
- Generalmajor Rudolf Konrad (15 Fevereiro 1940 - 1 Novembro 1940)
- Oberstleutnant Hermann von Witzleben (1 Novembro 1940 - 19 Outubro 1941)
- Generalleutnant Gustav von Harteneck (19 Outubro 1941 - 20 Novembro 1943)
- Generalmajor Henning von Tresckow (20 Novembro 1943 - 21 de julho de 1944)
- Oberst von Schewen (22 de Julho de 1944 - 25 de julho de 1944)
- Generalmajor Robert Macher (25 de Julho de 1944 - 7 Abr 1945)

## Oficiais de Operações
- Oberst Walter Schilling (20 Outubro 1939 - 31 Março 1941)
- Oberst Gerhard Feyerabend (1 Abril 1941 - 3 Agosto 1941)
- Oberstleutnant Wolfdietrich Ritter von Xylander (3 Agosto 1941 - 13 de dezembro de 1942)
- Oberst Peter von der Groeben (13 Dezembro 1942 - 15 de julho de 1943)
- Oberst Ernst-August Lassen (15 de Julho de 1943 - 30 Setembro 1944)
- Oberstleutnant Günther Starck (30 Setembro 1944 - 20 Fevereiro 1944)
- Oberstleutnant Wolfgang Brennecke (20 Fevereiro 1945 - 7 Abril 1945)

## Ordem de Batalha
21 Dezembro 1940
- LI Corpo de Exérecito
- 183ª Divisão de Infantaria
- 132ª Divisão de Infantaria
- 137ª Divisão de Infantaria
- 100. leichte Infanterie Division
- 101. leichte Infanterie Division
- 134ª Divisão de Infantaria
- L Corpo de Exérecito
- 129ª Divisão de Infantaria
- 112ª Divisão de Infantaria
- 113ª Divisão de Infantaria
- 99. Leichte Infanterie Division
- XVIII. Gebirgs-Armeekorps
- 4ª Divisão de Montanha
- 5ª Divisão de Montanha
- 125ª Divisão de Infantaria
- 97. Leichte Infanterie Division
- XXIV Corpo de Exérecito
- 10ª Divisão de Infantaria Motorizada
- 25ª Divisão de Infantaria Motorizada
- 36ª Divisão de Infantaria Motorizada
- 15ª Divisão Panzer
- 17ª Divisão Panzer

3 de Setembro de 1941
- Höheres Kommando zbV XXXV
- 112ª Divisão de Infantaria
- 45ª Divisão de Infantaria
- XIII Corpo de Exérecito
- 134ª Divisão de Infantaria
- 17ª Divisão de Infantaria
- 260ª Divisão de Infantaria
- XXXXIII Corpo de Exérecito
- 131ª Divisão de Infantaria
- 293ª Divisão de Infantaria

2 de Janeiro de 1942
- XXXXVIII Corpo de Exérecito
- 1 / 3 168ª Divisão de Infantaria
- 16ª Divisão de Infantaria Motorizada
- 9ª Divisão Panzer
- LV Corpo de Exérecito
- 95ª Divisão de Infantaria
- 1 / 3 299ª Divisão de Infantaria
- 1. SS-Infanterie-Brigade (mot) (Alemanha)
- Divisão Panzer
- 1/3 168ª Divisão de Infantaria
- 45ª Divisão de Infantaria
- 221. Sicherungs-Division
- Höheres Kommando zbV XXXV
- 1/3 56ª Divisão de Infantaria
- 134ª Divisão de Infantaria
- 262ª Divisão de Infantaria
- 293ª Divisão de Infantaria

22 de Abril de 1942
- À disposição do 2º Exército
- Hungarian 102nd Light Division
- XXXXVIII Corpo de Exército
- Gruppe Gollwitzer (88ª Divisão de Infantaria)
- 16ª Divisão de Infantaria Motorizada
- 9ª Divisão Panzer + 1/3 88ª Divisão de Infantaria
- LV Corpo de Exérecito
- 95ª Divisão de Infantaria
- Gruppe Moser (299ª Divisão de Infantaria)
- 1. SS-Infanterie-Brigade (mot)
- 45ª Divisão de Infantaria + 1/3 + 286. Sicherungs-Division

24 de Junho de 1942
- À disposição do 2º Exército
- 88ª Divisão de Infantaria
- 383ª Divisão de Infantaria
- LV Corpo de Exérecito
- 45ª Divisão de Infantaria
- 1. SS-Infanterie-Brigade (mot)
- 95ª Divisão de Infantaria
- 299ª Divisão de Infantaria

12 de Agosto de 1942
- À disposição do 2º Exército
- 168ª Divisão de Infantaria
- Gruppe Blümm
- 323ª Divisão de Infantaria
- 57ª Divisão de Infantaria
- 75ª Divisão de Infantaria
- VII Corpo de Exérecito
- 387ª Divisão de Infantaria
- 2/3 385ª Divisão de Infantaria
- 340ª Divisão de Infantaria
- XIII Corpo de Exérecito
- 377ª Divisão de Infantaria
- 82ª Divisão de Infantaria
- 88ª Divisão de Infantaria
- 68ª Divisão de Infantaria
- LV Corpo de Exérecito
- 383ª Divisão de Infantaria
- 95ª Divisão de Infantaria
- 45ª Divisão de Infantaria
- 299ª Divisão de Infantaria

1 de Janeiro de 1943
- À disposição da 2º Exército
- 1/3 88ª Divisão de Infantaria
- VII Corpo de Exérecito
- 323ª Divisão de Infantaria
- 75ª Divisão de Infantaria
- 57ª Divisão de Infantaria
- 1/3 88ª Divisão de Infantaria
- 1/3 383ª Divisão de Infantaria (Gruppe Don)
- Gruppe Oberst Roth
- XIII Corpo de Exérecito
- 377ª Divisão de Infantaria
- 340ª Divisão de Infantaria
- 68ª Divisão de Infantaria
- 82ª Divisão de Infantaria
- LV Corpo de Exérecito
- 1/3 88ª Divisão de Infantaria
- 2/3 383ª Divisão de Infantaria
- 45ª Divisão de Infantaria
- 299ª Divisão de Infantaria

7 de julho de 1943
- À disposição do 2º Exército
- 1ª Divisão Húngara de Segurança
- VII Corpo de Exérecito
- 68ª Divisão de Infantaria
- 75ª Divisão de Infantaria
- 26ª Divisão de Infantaria + 323ª Divisão de Infantaria
- 88ª Divisão de Infantaria
- XIII Corpo de Exérecito
- 327ª Divisão de Infantaria
- 340ª Divisão de Infantaria + 377ª Divisão de Infantaria
- 82ª Divisão de Infantaria

20 de Novembro de 1943
- À disposição do 2º Exército
- 203. Sicherungs-Division
- XXXXVI Corpo Panzer
- 4ª Divisão Panzer
- 5ª Divisão Panzer
- Korps-Abteilung E (Divisionsgruppen 86, 137, 251)
- Kampfgruppe 7ª Divisão de Infantaria
- Kampfgruppe 137ª Divisão de Infantaria
- XX Corpo de Exérecito
- Kampfgruppe 216ª Divisão de Infantaria
- Kampfgruppe 102ª Divisão de Infantaria
- Kampfgruppe 2ª Divisão Panzer + Kampfgruppe 12ª Divisão Panzer
- 292ª Divisão de Infantaria
- LVI Corpo Panzer
- 4ª Divisão Panzer
- 5ª Divisão Panzer
- VII Corpo Húngaro
- 18ª Divisão de reserva Húngara
- 19ª Divisão de reserva Húngara

26 Dezembro 1943
- À disposição do 2º Exército
- 203. Sicherungs-Division
- 4ª Divisão Panzer
- XXXXVI Corpo Panzer
- Kampfgruppe General Müller
- ½ Korps-Abteilung E
- 7ª Divisão de Infantaria
- XX Corpo de Exérecito
- 102ª Divisão de Infantaria
- 292ª Divisão de Infantaria
- LVI Corpo Panzer
- 5ª Divisão Panzer + 203. Sicherungs-Division
- Kampfgruppe 12ª Divisão Panzer + ½ Korps-Abteilung E + 4ª Divisão Panzer
- VII Corpo Húngaro
- 18ª Divisão de reserva Húngara
- 19ª Divisão de reserva Húngara

15 de Abril de1944
- À disposição do 2º Exército
- 3. Kavallerie-Brigade (maior parte/em formação)
- 5. SS Divisão Panzer “Wiking”
- LVI Corpo Panzer
- Gruppe Oberst Lippert (19ª Divisão de Reserva Húngara)
- 1. Skijäger-Brigade (part)
- 253ª Divisão de Infantaria
- 131ª Divisão de Infantaria + 1. Skijäger-Brigade (parte)
- Kampfgruppe Gruppenführer Gille (5. SS Divisão Panzer “Wiking” (maior parte))
- 4ª Divisão de Infantaria
- 5ª Divisão de Infantaria
- 5 Jäger Division
- VIII Corpo de Exérecito
- 211ª Divisão de Infantaria + 12ª Divisão de Infantaria Húngara
- Gruppe General Agricola
- Korps-Abteilung E (Divisionsgruppen 86, 137, 251)
- 3. Kavallerie-Brigade (part)
- XXIII Corpo de Exérecito
- 7ª Divisão de Infantaria
- 203. Sicherungs-Division
- Brigade Stab zbV 17

15 de maio de 1944
- À disposição do 2º Exército
- Regimento de Cavalaria Norte
- LVI Corpo Panzer
- 7ª Divisão Panzer
- 1. Skijäger-Brigade
- 253ª Divisão de Infantaria
- 131ª Divisão de Infantaria
- 342ª Divisão de Infantaria
- 4ª Divisão Panzer
- 26ª Divisão de Infantaria
- VIII Corpo de Exérecito
- 5. Jäger Division
- 211ª Divisão de Infantaria
- 12 ª Divisão de Infantaria Húngara
- XX Corpo de Exérecito
- Korps-Abteilung E (Divisionsgruppen 86, 137, 251)
- Kavallerie-Brigade Oberst von Wolff (parte)
- Kavallerie-Brigade Oberst von Wolff (formando)
- XXIII Corpo de Exérecito
- 7ª Divisão de Infantaria
- 203. Sicherungs-Division
- Brigade Stab zbV 17
- II Corpo de reserva Húngara
- 1a Divisão Leve Húngara
- 5o Divisão da Reserva Húngara
- 19a Divisão da reserva Húngara
- 23a Divisão da reserva Húngara

15 de Junho de 1944
- À disposição da 2º Exército
- 5o Divisão da Reserva Húngara
- 23a Divisão da Reserva Húngara
- 4. Kavallerie-Brigade
- 1a Divisão de Cavalaria Húngara
- VIII Corpo de Exérecito
- 5. Jäger Division
- 211ª Divisão de Infantaria
- 12ª Divisão de Infantaria Húngara
- XX Corpo de Exérecito
- Korps-Abteilung E (Divisionsgruppen 86, 137, 251)
- 3. Kavallerie-Brigade
- XXIII Corpo de Exérecito
- 7ª Divisão de Infantaria
- 203. Sicherungs-Division
- Brigade Stab zbV 17

15 de Julho de 1944
- À disposição do 2º Exército
- II Corpo de reserva Húngaro
- 5o Divisão da Reserva Húngaro
- 23a Divisão de reserva Húngaro
- 1a Divisão de Cavalaria Húngaro
- 52. Sicherungs-Division zbV
- XX Corpo de Exérecito
- Korps-Abteilung E (maior parte)
- 3. Kavallerie-Brigade
- 7ª Divisão de Infantaria
- 203. Sicherungs-Division
- 7ª Divisão de Infantaria (parte em transição)
- 35ª Divisão de Infantaria (em transição)
- XXIII Corpo de Exérecito
- 292ª Divisão de Infantaria
- 102ª Divisão de Infantaria
- Gruppe Generalmajor Stephan
- Gruppe Generalleutnant Harteneck
- 4ª Divisão Panzer
- 4. Kavallerie-Brigade
- Korps-Abteilung E (parte)
- 129ª Divisão de Infantaria
- LV Corpo de Exérecito
- Kampfgruppe 28. Jäger Division
- 367ª Divisão de Infantaria
- 7ª Divisão Panzer
- 7ª Divisão Panzer
- Gruppe Generalmajor von Ziehlberg

31 de Agosto de 1944
- À disposição da 2º Exército
- Panzer-Brigade 102
- 6ª Divisão Panzer
- XX Corpo de Exérecito
- 35ª Divisão de Infantaria
- 5. Jäger Division
- 7ª Divisão de Infantaria
- 211ª Divisão de Infantaria
- XXIII Corpo de Exérecito
- 541. Grenadier Division
- 292ª Divisão de Infantaria
- Corpo de Cavalaria
- 3. Kavallerie-Brigade
- 129ª Divisão de Infantaria
- 14ª Divisão de Infantaria
- 102ª Divisão de Infantaria + Panzer-Brigade 104
- 4. Kavallerie-Brigade
- LV Corpo de Exérecito
- 28. Jäger Division
- 367ª Divisão de Infantaria
- 203. Sicherungs-Division

28 de Setembro de 1944
- À disposição da 2º Exército
- Panzer-Brigade 102
- Panzer-Brigade 104
- 4. Kavallerie-Brigade
- XX Corpo de Exérecito
- 542. Grenadier Division
- Gruppe Generalleutnant Richert (35ª Divisão de Infantaria + Grenadier-Brigade 1131)
- XXIII Corpo de Exérecito
- 7ª Divisão de Infantaria
- 211ª Divisão de Infantaria
- 367ª Divisão Panzer
- 541. Grenadier Division
- Kavallerie-Korps
- 292ª Divisão de Infantaria
- 3. Kavallerie-Brigade + 299ª Divisão de Infantaria
- 14ª Divisão de Infantaria
- 129ª Divisão de Infantaria
- 102ª Divisão de Infantaria

13 de Outubro de 1944
- XX Corpo de Exérecito
- 542. Volksgrenadier Division
- 252ª Divisão de Infantaria
- 35ª Divisão de Infantaria + Grenadier-Brigade 1131
- 5. Jäger Division
- XXIII Corpo de Exérecito
- 7ª Divisão de Infantaria
- 211ª Divisão de Infantaria
- 299ª Divisão de Infantaria
- 6ª Divisão Panzer
- 541. Volksgrenadier Division
- 367ª Divisão Panzer
- Panzer-Brigade 102
- Panzer-Brigade 104
- Kavallerie-Korps
- 292ª Divisão de Infantaria
- 14ª Divisão de Infantaria
- 102ª Divisão de Infantaria
- 129ª Divisão de Infantaria

31 de Dezembro de 1944
- XXVII Corpo de Exérecito
- 542. Volksgrenadier Division
- 252ª Divisão de Infantaria
- 35ª Divisão de Infantaria
- XXIII Corpo de Exérecito
- 5. Jäger Division
- 7ª Divisão de Infantaria
- 299ª Divisão de Infantaria
- 129ª Divisão de Infantaria
- XX Corpo de Exérecito
- 292ª Divisão de Infantaria
- 14ª Divisão de Infantaria
- 102ª Divisão de Infantaria

1 de Março de 1945
- À disposição da 2º Exército
- Stellvertretendes XX Corpo de Exérecito (Wehrkreis XX)
- Fallschirm-Panzer-Ersatz- und Ausbildungs-Brigade “Hermann Göring”
- Festung Graudenz
- LV Corpo de Exérecito
- 203ª Divisão de Infantaria
- 549. Volksgrenadier Division
- 547. Volksgrenadier Division
- VII Corpo Panzer
- 4. SS-Polizei-Panzergrenadier-Division
- 7ª Divisão Panzer
- XVIII. Gebirgs-Armeekorps
- 32ª Divisão de Infantaria
- 215ª Divisão de Infantaria
- XXXXVI Corpo Panzer
- 389ª Divisão de Infantaria
- 4ª Divisão Panzer
- 227ª Divisão de Infantaria + Sperr-Brigade 1
- XXVII Corpo de Exérecito
- Kampfgruppe 73ª Divisão de Infantaria
- 251ª Divisão de Infantaria
- 31ª Divisão de Infantaria
- XXIII Corpo de Exérecito
- 542. Volksgrenadier Division
- 252ª Divisão de Infantaria
- 35ª Divisão de Infantaria
- 337ª Divisão de Infantaria
- 83ª Divisão de Infantaria
- 23ª Divisão de Infantaria
- Korpsgruppe von Rappard
- 7ª Divisão de Infantaria
- Gruppe Gümpel

31 de Março de 1945
- À disposição do 2º Exército
- Stellvertretendes XX. Armeekorps (Wehrkreis XX)
- Generalkommando Hela
- Kampfgruppe 31. Volks-Grenadier-Division
- Gruppe Oberst Lobach
- VII Corpo Panzer
- 4. SS-Polizei-Panzergrenadier-Division
- 7ª Divisão Panzer + Kampfgruppe 251ª Divisão de Infantaria. + 32ª Divisão de Infantaria
- 215ª Divisão de Infantaria
- Kampfgruppe 83ª Divisão de Infantaria + 277ª Divisão de Infantaria
- Festung Gotenhafen (Gruppe Gümbel)
- XXVII Corpo de Exérecito
- Kampfgruppe 73ª Divisão de Infantaria
- Kampfgruppe 389ª Divisão de Infantaria + Festung Danzig (Divisionsstab 203)
- 367ª Divisão Panzer
- Kampfgruppe 252ª Divisão de Infantaria
- Kampfgruppe 12. Feld-Division (L)
- XXIII Corpo de Exérecito
- 542. Volksgrenadier Division
- 35ª Divisão de Infantaria + 337 Volksgrenadier Division
- 23ª Divisão de Infantaria
- XVIII. Gebirgs-Armeekorps
- 7ª Divisão de Infantaria
- Stab 129ª Divisão de Infantaria

## Membros Notáveis
- Fabian von Schlabrendorff (ativo na resistência contra Hitler)
- Henning von Tresckow (ativo na resistência contra Hitler e cometeu suicídio depois do fracasso do 20 de julho Plot)